# Napa Valley

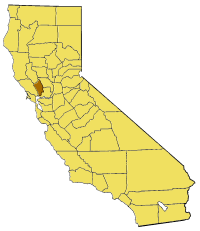
Napa County i Kalifornien, som i huvudsak motsvarar Napa Valley.

Napa Valley är en region i Napa County i området North Coast, norr om San Francisco i Kalifornien. Den är en av USA:s viktigaste vinodlingsdistrikt och är cirka 5 mil lång från sydost till nordväst. Genom dalen löper Napa River.

## Historia
Redan i mitten av 1800-talet startade utvecklingen av det som numera är Kaliforniens mest kända vindistrikt, och det viktigaste tillsammans med angränsande Sonoma. 1839 planterades de första vinstockarna i området, och i och med guldrushen runt 1850 ökade antalet vinproducenter kraftigt. Det första kommersiella vinhuset i området etablerades 1861 av Charles Krug, och 1889 fanns mer än 140 verksamma vinhus i dalen. Bland dessa kan nämnas Schramsberg (etablerat 1862), Beringer (1876) och Inglenook (1879)
Problem med vinlusen och överproduktion i slutet av 1800-talet ledde till en avmattning i utvecklingen. Vinlusen i sig drabbade cirka 80 procent av områdets vinstockar. Därefter påverkade alkoholförbudet i USA (1919–1933) produktionen negativt, och under dessa 14 års tid producerades i första hand nattvardsvin. Därefter började vinindustrin återhämta sig, och 1944 etablerades producentorganisationen Napa Valley Vintners. På 2020-talet har den drygt 500 vinproducenter som medlemmar.
I området var tidigare produktionen av sviskon den viktigaste. Denna odling/produktion nådde sin höjdpunkt mellan 1930 och 1960, varefter lagstiftning kom att gynna vinproduktionen.

### Viktiga personer
En av de mest betydande personerna för utvecklingen av Napa Valley som vinodlingsområde var Robert Mondavi. Bland annat introducerade han rostfria ståltankar för kalljäsning, återinförde franska ekfat inom vinhanteringen. Hans vinsmakningsturnéer blev trendsättande. Han startade sin vingård 1965 i Oakville och har sedan dess i hög grad bidragit till att sprida de kaliforniska vinerna över världen.

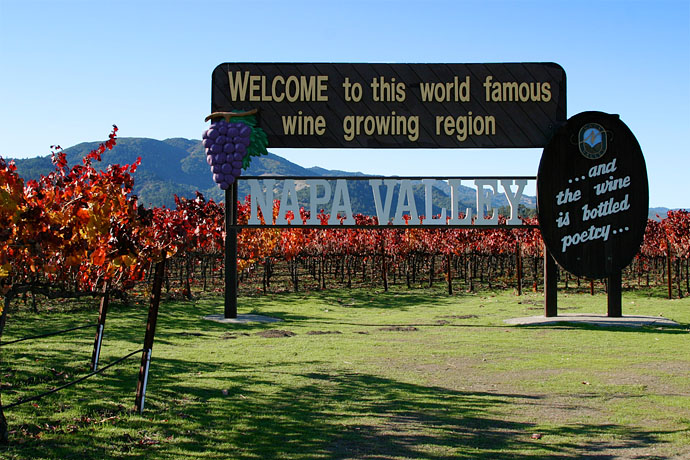
Napa Valley, Kaliforniens kanske mest kända vindistrikt.

## Druvsorter
Druvan Cabernet sauvignon är den viktigaste druvan i Napa Valley, omfattande cirka hälften av odlingarna och produktionen. Som på många andra ställen i Kalifornien är också Zinfandel en av de stora druvorna här.  Andra viktiga blå druvor Merlot, Pinot noir och Syrah samt de italienska Sangiovese och Nebbiolo.
Viktiga gröna druvor är framförallt Chardonnay och French Colombard, men även Chenin blanc och Riesling. 